# 皮薩里夫卡 (特諾皮爾州)
49°35′22″N 24°49′32″E / 49.58944°N 24.82556°E
皮薩里夫卡（烏克蘭語：Писарівка）是位於烏克蘭西南部的村莊，由泰爾諾皮爾州泰爾諾皮爾區的納拉伊夫市鎮負責管轄。該村始建於1852年，面積0.19平方公里，2014年人口78，人口密度每平方公里515.8人。